# قياس السمك
قياس السمك (بالإنجليزية: Fish measurement)‏ هو قياس طول الأسماك الفردية والأجزاء المختلفة من تشريحها . يتم استخدام هذه البيانات في العديد من مجالات علم الأسماك، ومنها علم التصنيف وعلم الأحياء السمكي.

## الطول الإجمالي
- الطول القياسي ( SL ) هو طول السمكة المقاسة من طرف الخطم إلى الطرف الخلفي من الفقرة الأخيرة أو إلى الطرف الخلفي للجزء الجانبي من الصفيحة السفلية. ببساطة، يستبعد هذا القياس طول الزعنفة الذيلية . [1]
- الطول الكلي ( TL ) هو طول السمكة المقاسة من طرف الخطم إلى طرف الفص الأطول من الزعنفة الذيلية، وعادةً ما تقاس بفصوص مضغوطة على طول خط الوسط. إنه مقياس خط مستقيم، ولا يقاس على منحنى الجسم. [2]

وتستخدم قياسات طول القياسي مع عظميات (معظم الأسماك العظمية )، في حين تستخدم قياسات الطول الكلي مع سمك الجريث ( سمك الجريث )، Petromyzontiformes ( الأنقليس )، و (عادة) صفيحية الخياشيم الغضروفية ( أسماك القرش وشفنينيات )، وكذلك بعض الأسماك الأخرى. 
تُستخدم قياسات الطول الكلي في حدود الفتحة والحد الأدنى لحجم الهبوط .
بالإضافة إلى ذلك، يستخدم علماء الأحياء السمكية غالبًا المقياس الثالث في الأسماك ذات ذيول الشوكة:
- طول الشوكة ( FL ) هو طول السمكة المقاسة من طرف الخطم إلى نهاية أشعة الزعنفة الذيلية الوسطى ويستخدم في الأسماك التي يصعب فيها معرفة أين ينتهي العمود الفقري. [3]

## قياسات أخرى
وتشمل القياسات الأخرى التي يمكن اتخاذها أطوال الزعانف المختلفة، أطوال قواعد الزعانف، الطول من الخطم إلى نقاط مختلفة على الجسم، وقطر العين. 

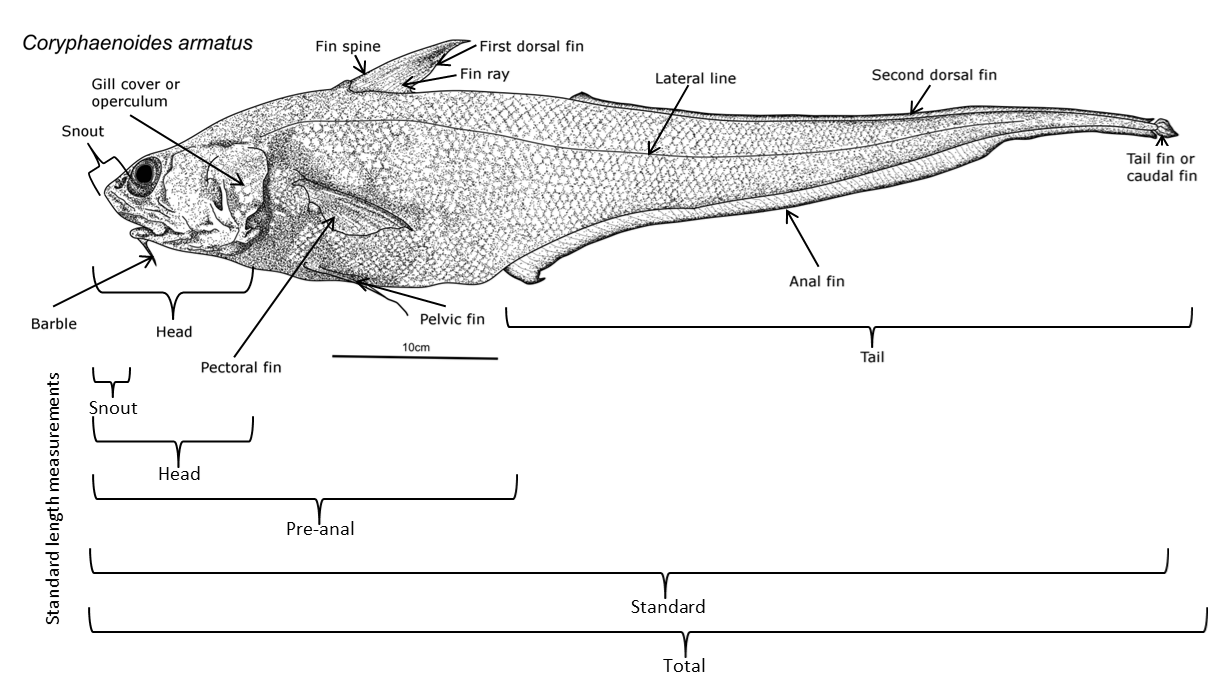
Abyssal grenadier

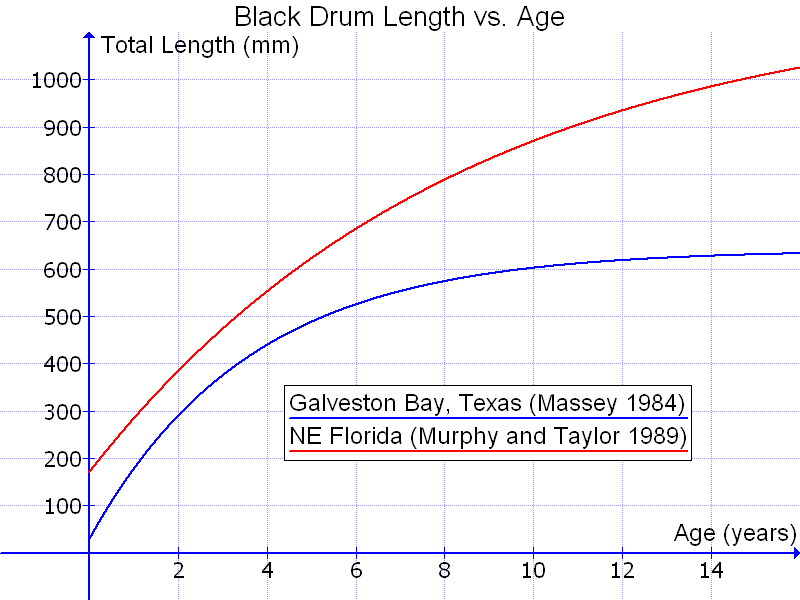
سمكة الطبل الأسود
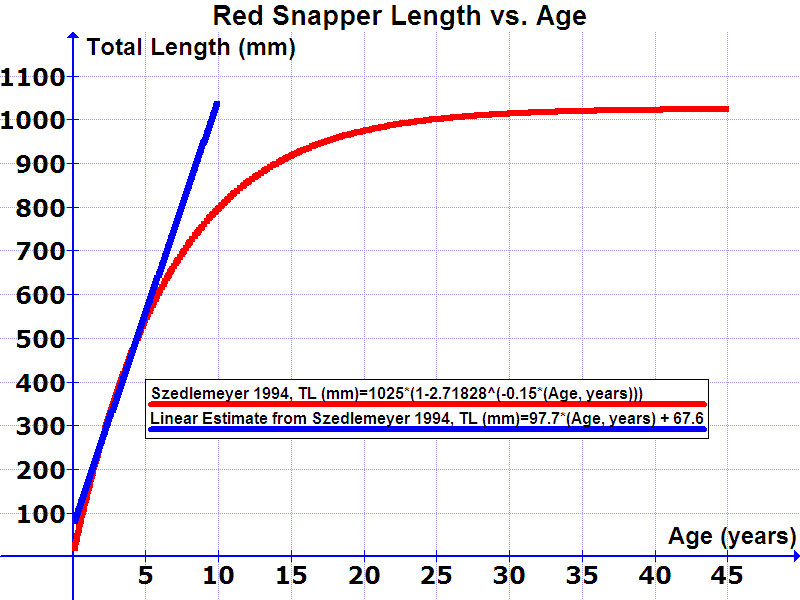
Red snapper

## روابط خارجية
- رسم بياني لقياسات الأسماك - متحف فلوريدا لعلم أصول التاريخ